# Farra d'Alpago
Farra d'Alpago (Fàra in dialetto bellunese) è una frazione del comune italiano di Alpago, nella provincia di Belluno, in Veneto. Farra d'Alpago costituisce uno dei tre municipi del comune.
Fu un comune autonomo sino al 23 febbraio 2016, quando insieme alle frazioni di Buscole, Campon, Lastra, Pian Cansiglio, Pian Osteria, Pianture, Poiatte, Santa Croce, Spert, Tomas, Villaggio Riviera e Villanova è confluito nel nuovo comune di Alpago, assieme agli ex comuni di Pieve d'Alpago e Puos d'Alpago.
Il centro si estende nella conca dell'Alpago, a sud-est di Belluno, sulla riva orientale del Lago di Santa Croce.
Nella parte occidentale passa l'autostrada A27 Venezia-Belluno e la ferrovia Ponte nelle Alpi-Conegliano; l'ex comune era dotato di una fermata della linea, Santa Croce del Lago, tuttora operativa.
Nella zona alta si apre il vasto altopiano del Cansiglio, una delle località con temperature più rigide del Veneto. Nell'Altopiano è presente una comunità di cimbri.

## Storia
Farra si affaccia sulla sponda del lago di Santa Croce, in posizione defilata, caratteristica che per secoli l'ha risparmiata dalle scorrerie degli eserciti invasori. Fu un centro privilegiato dai Longobardi, ai quali deve il suo nome. La comunità si costituì grazie all'aggregazione di un gruppo omogeneo e compatto di famiglie, originate dallo stesso clan gentilizio. 
Farra è citata per la prima volta nel 923 nel diploma con il quale l'imperatore Berengario conferma al vescovo di Belluno l'investitura feudale dell'Alpago, inlcuso il bosco del Cansiglio. La necessità di gestire lo sfruttamento dei boschi e dei pascoli e di garantire la pacifica convivenza portarono anche nell'Alpago alla nascita di due Regole: la Regola del Tesa di Sopra e quella del Tesa di Sotto, alla quale Farra apparteneva. 
Dopo la dedizione di Belluno a Venezia, sotto il dominio della Serenissima (1404-1797) l'Alpago visse un lungo periodo di pace e di benessere economico, formando un'amministrazione distinta che comprendeva le parrocchie di Farra, di Lamosano, di Tambre e il bosco del Cansiglio. La Repubblica di Venezia era interessata soprattutto allo sfruttamento del legname e non realizzò particolari opere per il consolidamento e la crescita della comunità. L'unico esempio di infrastruttura realizzata da Venezia fu l'imbrigliamento e la sistemazione del torrente Rai, nel XVIII secolo, per adeguarlo alla navigazione delle zattere e collegarlo al Piave. Ulteriori modifiche idrauliche furono realizzate negli anni Trenta del Novecento dalla Società Adriatica di Elettricità (SADE) per lo sfruttamento delle acque destinato alla produzione di energia elettrica.
La storia della piccola comunità di Farra coincise con quella dell'area bellunese. Il paese entrò a far parte del Regno d'Italia nel 1866. Dopo l'armistizio dell'8 settembre 1943, il territorio fu teatro di cruente lotte, incendi, eccidi e deportazioni. Infine, con Legge Regionale del 18 febbraio 2016 n. 6, è stato istituito, a partire dal 23 febbraio 2016, il comune di Alpago in provincia di Belluno, mediante la fusione dei comuni contigui di Farra d'Alpago, Pieve d'Alpago e Puos d'Alpago.

### Simboli
Lo stemma e il gonfalone del Comune di Farra d’Alpago erano stati concessi con regio decreto del 1º maggio 1930.
Il gonfalone era un drappo partito di rosso e di azzurro caricato dell'arma sopra descritta.

## Monumenti e luoghi d'interesse
- Chiesa di San Vigilio, del XVII secolo, costruita su un edificio preesistente che rappresentava il più antico luogo di culto dell'Alpago
- Chiesa parrocchiale dedicata ai santi Filippo e Giacomo, del XIX secolo
- Santuario della Madonna del Runal (Chiesa della Natività della Beata Vergine Maria), del XIX secolo, in località Pianture
- Ponti Romani (così denominati, ma in realtà risalenti al XIV secolo), in località Pianture

## Società

### Evoluzione demografica

Territorio dell'ex comune di Farra d'Alpago all'interno della provincia di Belluno.

Abitanti censiti

## Amministrazione
| Periodo        | Periodo          | Primo cittadino  | Partito                      | Carica  | Note |
| -------------- | ---------------- | ---------------- | ---------------------------- | ------- | ---- |
| 25 maggio 2013 | 13 aprile 2008   | Attilio Dal Paos |                              | Sindaco |      |
| 14 aprile 2008 | 26 maggio 2013   | Floriano De Pra  | Lista civica Farra per Farra | Sindaco |      |
| 27 maggio 2013 | 23 febbraio 2016 | Floriano De Pra  | Lista civica Farra per Farra | Sindaco |      |